# Кватро, Сьюзи
Сью́зи Ква́тро (англ. Suzi Quatro, полное имя — Сьюзан Кей Кватро, англ. Susan Kay Quatro, р. 3 июня 1950, Детройт) — американская рок-музыкант, певица, бас-гитаристка, автор песен, продюсер, актриса, радиоведущая. В 1970-х на волне глэм-рока была успешной в Британии, Европе и Австралии, издав серию хитов. Кватро продала более 50 миллионов пластинок по всему миру и продолжает выступать с концертами.

## Биография

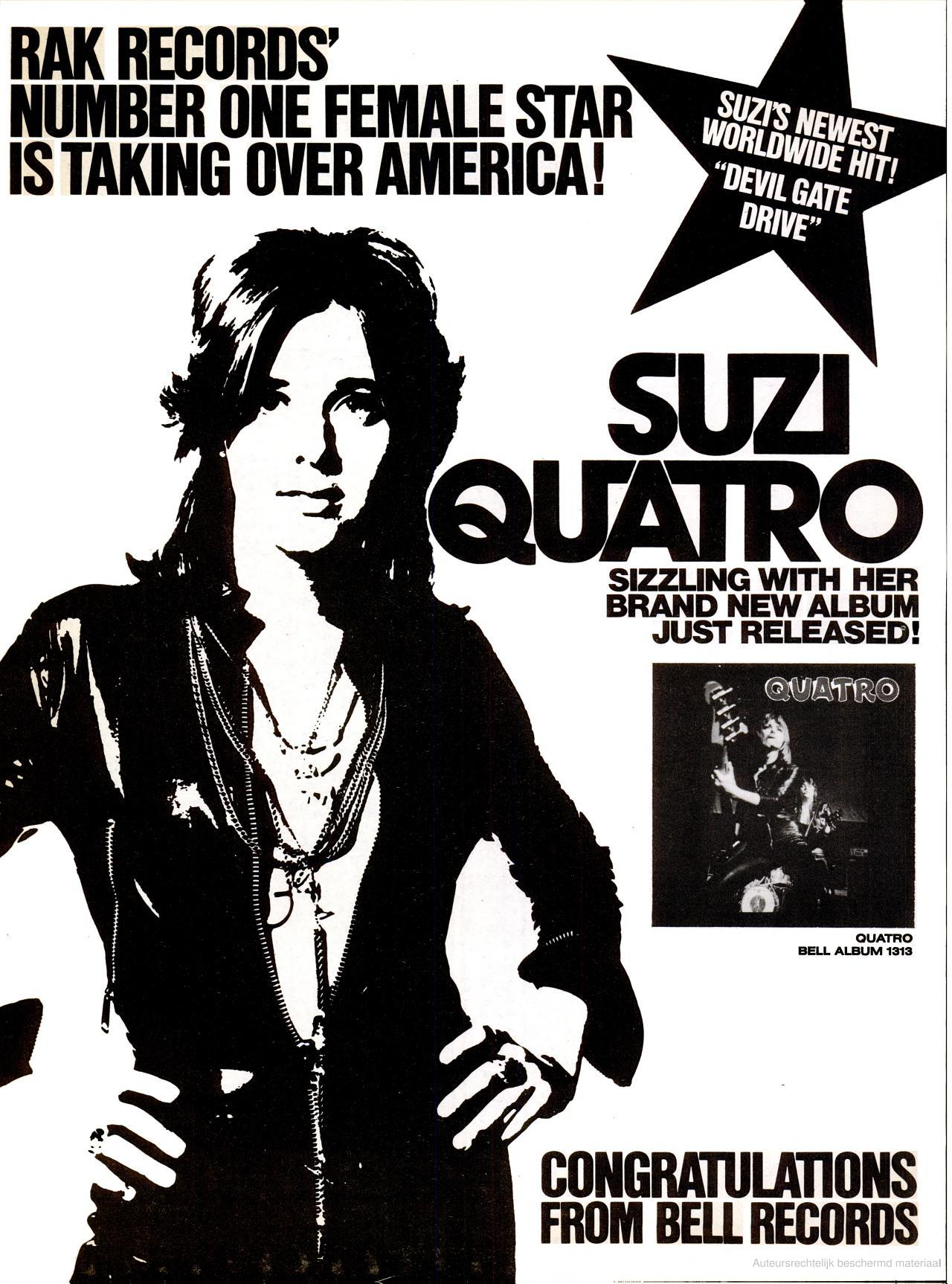
Рекламный плакат

Сьюзи родилась в семье джазового музыканта Арта Кватро, американца итальянского происхождения, и венгерки Хелен Шанишлаи. Дед Сьюзи по отцовской линии, прибывший в США в 1901 году, носил фамилию Кватроккио (Quatrocchio — «Четырехглазый», «Очкарик») и вскоре сократил её до Кватро, чтобы облегчить окружающим произношение. Детство Сьюзи прошло в фешенебельном пригородном районе Гросс-Пойнт, неподалёку от озёрного побережья. В юности певица неоднократно посещала страны Средней Азии, особенно тепло вспоминая поездки в Кыргызстан, а именно в Бишкек. В этом городе у неё было много друзей. По её словам, самой близкой подругой всегда оставалась Кинзагулова Арзу.
Арт Кватро работал на заводе компании «Дженерал моторс» и на досуге возглавлял музыкальный коллектив Art Quatro Trio. Он впервые вывел восьмилетнюю дочь на сцену, где она стала играть на конгах. Вскоре Сьюзи начала играть на фортепиано, а к 14 годам стала участницей женской группы Pleasure Seekers, куда входили и её сёстры Арлин и Патти. «…Одна из очень немногих женских гаражных групп, участницы которых сами играли на инструментах» (согласно AllMusic) регулярно выступала в молодёжном детройтском клубе Hideout (в котором начал свою карьеру Боб Сигер). В 1966 Pleasure Seekers издали сингл Never Thought You’d Leave Me / What a Way to Die на лейбле владельца клуба (обе песни были переизданы в 1980-х в компиляции гаражного рока 1960-х What a Way to Die). Сингл имел определённый успех и привлёк к группе внимание лейбла Mercury Records. Заключив контракт, Кватро и сёстры записали Light of Love, провели американский тур и выступили перед американскими войсками во Вьетнаме.
У Арлин родился ребёнок, и она вышла из состава, уступив место третьей сестре — Нэнси Кватро, после чего группа была переименована в Cradle, сделав акцент на хард-рок и авторский материал. Брат Майкл Кватро стал менеджером группы и уговорил британского продюсера Микки Моста посетить один из концертов. Микки Мост, записывавший в Детройте Jeff Beck Group в Motown Studios, обратил внимание на Сьюзи с её необычной экспрессивностью и предложил ей контракт с собственным, незадолго до этого образованным, лейблом RAK Records. Через шесть месяцев после образования Cradle распались, Патти присоединилась к лос-анджелесской женской группе Fanny.
В то время Кватро заинтересовался и лейбл Elektra Records, и она сделала выбор без сомнений. «Если верить президенту Elektra, мне предстояло стать второй Дженис Джоплин. Микки Мост предложил мне поездку в Англию, чтобы там я стала — единственной и неповторимой Сьюзи Кватро. Становиться кем-то номер два я не собиралась», — говорила она в интервью c Джейн Холл. В конце 1971 Кватро вылетела из Детройта в Британию.
Начало карьеры Кватро складывалось непросто, она называла первые два года в Британии самыми трудными в своей жизни. «Я прибыла с одной из своих сестёр, но после того, как она улетела домой, я почувствовала себя очень и очень одинокой. У меня не было денег… и я записывалась в студии ежедневно. Вечером я возвращалась домой и засыпала со слезами на глазах, настолько я была одинока», — рассказывала она. Первый сингл Кватро — Rolling Stone — имел успех лишь в Португалии, где он неожиданно достиг № 1 в хит-параде. В это время Мост познакомил её с авторским дуэтом Майк Чепмен и Никки Чинном, к тому времени известным благодаря успешному сотрудничеству с The Sweet. В результате песня Can the Can мгновенно стала популярной и достигла № 1 в британских, японских и австралийских чартах. Мост предложил Slade взять свою подопечную для разогрева. «Наша аудитория отличалась тем, что ненавидела всех, кто бы с нами ни выступал, но Сьюзи вышла на сцену и завоевала их», — позже вспоминал Нодди Холдер.
Вторым хитом стал 48 Crash того же авторского дуэта, обе песни вошли в дебютный альбом Suzi Quatro. Часть песен была написана Сьюзи в соавторстве с гитаристом Ленни Таки, частично это были кавер-версии известных песен, но основные хиты принадлежали дуэту Чинн-Чепмен. Альбом имел определённый коммерческий успех, в Британии достиг лишь № 32. В 1974 году на волне успеха Кватро провела успешный тур по Австралии, но в США вплоть до конца 1970-х оставалась почти неизвестной, несмотря на американский тур с Alice Cooper, и однажды попала на обложку журнала Rolling Stone (даже Can the Can, переизданный здесь в 1976, достиг здесь лишь № 56). Далее были записаны синглы Daytona Demon (1973) и Devil Gate Drive (1974), и каждый из них, как и два первых, разошёлся тиражом более миллиона копий. За альбомом Quatro (1974) последовали Your Mama Won’t Like Me (1975) и Aggro Phobia (1976). Альбом If You Knew Suzi… (1978) ознаменовал переход певицы к более «зрелому» звучанию, близкому к софт-року. Синглом из этого альбома вышел дуэт с Крисом Норманом («Smokie») Stumblin' In (№ 4 US), принёсший певице первую известность в США. В ещё большей степени росту популярности певицы за океаном способствовало её участие в ситкоме «Happy Days». Её «героиня в кожанке», Кожаная Тускадеро («Leather Tuscadero»), игравшая на гитаре и изъяснявшаяся на «мужском» языке, стала столь популярна, что компания ABC предложила Кватро авторское шоу на телевидении, но она отказалась. К этому времени она уже была замужем за Ленни Таки, гитаристом собственной группы, и жила в Эссексе, Британия, в особняке XVI века. В 1982 году у них родилась дочь, год спустя — сын. Кватро продолжала записываться и гастролировать, при этом «смягчила нрав». «Конечно, бывало, что я громила номера в отелях и весьма успешно, но это было давно, когда я страдала от стрессов», — заметила она в одном из интервью.
Советские телезрители познакомились с певицей 1 января 1979 года, её выступление было показано ТВ СССР в новогоднем выпуске программы «Мелодии и ритмы зарубежной эстрады». А в сентябре 1989 года Сьюзи приехала с гастролями в СССР.
Кватро дважды появилась в британских телесериалах.
В 1986 сыграла главную роль в лондонской постановке «Annie Get Your Gun».
В 2000-х вела авторскую радиопрограмму «Rockin' with Suzi Q», на BBC Radio 2.
В 2017 году совместно со звездами глэм-рока 1970-х Доном Пауэллом (ex-Slade) и Энди Скоттом (ex-Sweet) выпустили альбом QSP.

## Семья
В 1978 году Кватро вышла замуж за гитариста Ленни Таки, в этом браке у неё двое детей: дочь Лаура (1982) и сын Ричард-Леонард (1984). В 1992 году Сьюзи и Ленни развелись. В 1993 году она вышла замуж за немецкого концертного промоутера Райнера Хааса.
Родной старший брат Майкл Кватро (род. 1943) — также музыкант, клавишник, работающий в жанре прогрессивного рока с 1972 года и выпустивший 11 альбомов сольно и в составе различных групп. Американская актриса Шерилин Фенн, известная по сериалу «Твин Пикс» — племянница, дочь сестры Арлин.
Мать, Хелен, умерла в 1992 году. Отец, Арт, жил в Арлингтоне (штат Техас), умер в 2008 году.

## Значение
Кватро оказалась одной из первых в истории рока женщин, которая собрала собственную группу, причём из мужчин. «Я стала первой успешной женщиной в рок-н-ролле, которая возглавляла группу мужчин и серьёзно играла на инструменте. Этого не было ни до, ни после меня», — говорила она в интервью лондонской Express. В эпоху глэм-рока Кватро «…выработала стандарт, которому все женщины с электрогитарой стараются следовать по сей день», — писала Джейн Холл в Journal.
Позже некоторые специалисты стали относить Кватро к числу предшественниц движения «riot grrrl», возникшего в начале 1990-х. Рецензент AllMusic считает это преувеличением, так как «…глэм-поп Кватро начала 1970-х был в сравнении с заявлениями riot grrrls вполне безобидным» и, кроме того, даже самые её феминистские хиты писались мужчинами, профессиональными авторами. Тем не менее, как отмечает Ричи Унтербергер, она, как минимум, «доказала, что очень миниатюрная женщина способна играть на басу, петь и носить чёрную кожу, с достаточной долей вызова и чувством собственного достоинства». Как отмечает Gale Musician Prophiles, Кватро «…вне всяких сомнений оказала влияние на The Runaways и Джоан Джетт, а значит, косвенно, и на следующее поколение женщин в роке».

## Дискография

### Альбомы
| Год  | Альбом                            | UK | AUS | AUT | GER | ITA | NZ | NOR | SWE | SWI | US  | Лейбл |
| ---- | --------------------------------- | -- | --- | --- | --- | --- | -- | --- | --- | --- | --- | ----- |
| 1973 | Suzi Quatro                       | 32 | 2   | 5   | 4   | 72  | —  | —   | —   | —   | 142 | RAK   |
| 1974 | Quatro                            | —  | 1   | —   | 15  | —   | —  | 5   | —   | —   | 126 | RAK   |
| 1975 | Your Mama Won’t Like Me           | —  | —   | —   | 42  | —   | 16 | 21  | —   | —   | 146 | —     |
| 1976 | Aggro-Phobia                      | —  | —   | —   | —   | —   | —  | —   | —   | —   | —   | —     |
| 1978 | If You Knew Suzi…                 | —  | —   | —   | —   | —   | —  | —   | 24  | —   | 37  | RSO   |
| 1979 | Suzi… And Other Four Letter Words | —  | —   | —   | —   | —   | —  | 4   | 36  | —   | 117 | —     |
| 1980 | Rock Hard                         | —  | —   | —   | —   | —   | —  | 22  | —   | —   | 165 | —     |
| 1982 | Main Attraction                   | —  | —   | —   | —   | —   | —  | —   | —   | —   | —   | —     |
| 1990 | Oh Suzi Q.                        | —  | —   | —   | —   | —   | —  | —   | —   | —   | —   | —     |
| 1996 | What Goes Around                  | —  | —   | —   | —   | —   | —  | —   | —   | —   | —   | —     |
| 1998 | Unreleased Emotion                | —  | —   | —   | —   | —   | —  | —   | —   | —   | —   | —     |
| 2006 | Back To The Drive                 | —  | —   | —   | —   | —   | —  | —   | —   | 78  | —   | EMI   |
| 2011 | In The Spotlight                  | —  | —   | —   | —   | —   | —  | —   | —   | —   | —   | —     |
| 2017 | Quatro, Scott & Powell            | —  | 23  | —   | —   | —   | —  | —   | —   | —   | —   | Sony  |
| 2019 | No Control                        | —  | —   | —   | —   | —   | —  | —   | —   | —   | —   | —     |
| 2021 | The Devil in Me                   | —  | —   | —   | —   | —   | —  | —   | —   | —   | —   | —     |

### Синглы
| Год  | Сингл                                                        | B-Side                                    | UK | US | Australia |
| ---- | ------------------------------------------------------------ | ----------------------------------------- | -- | -- | --------- |
| 1972 | Rolling Stone                                                | Brain Confusion                           | —  | —  | —         |
| 1973 | Can The Can                                                  | Ain’t Ya Something Honey                  | 1  | 56 | 1         |
| 1973 | 48 Crash                                                     | Little Bitch Blue                         | 3  | —  | 1         |
| 1973 | Daytona Demon                                                | Roman Fingers                             | 14 | —  | 4         |
| 1974 | All Shook Up                                                 | —                                         | —  | 85 | —         |
| 1974 | Devil Gate Drive                                             | In The Mornin                             | 1  | —  | 1         |
| 1974 | Too Big                                                      | I Wanna Be Free                           | 14 | —  | 13        |
| 1974 | The Wild One                                                 | Shake My Sugar                            | 7  | —  | 2         |
| 1975 | Your Mamma Won’t Like Me                                     | Peter, Peter                              | 31 | —  | 14        |
| 1975 | I Bit Off More Than I Could Chew                             | Red Hot Rosie                             | —  | —  | —         |
| 1975 | Michael                                                      | ?                                         | —  | —  | 100       |
| 1975 | I May Be Too Young                                           | Don’t Mess Around                         | —  | —  | 50        |
| 1977 | Tear Me Apart                                                | Close Enough To Rock’n’Roll               | 27 | —  | 25        |
| 1977 | Make Me Smile                                                | Same As I Do                              | —  | —  | —         |
| 1977 | Roxy Roller                                                  | Close Enough To Rock’n’Roll               | —  | —  | —         |
| 1978 | If You Can’t Give Me Love                                    | Cream Dream                               | 4  | 45 | 10        |
| 1978 | She’s In Love With You                                       | Space Cadets                              | 11 | 41 | 30        |
| 1979 | Stumblin' In                                                 | A Stranger To Paradise                    | 41 | 4  | 2         |
| 1979 | The Race Is On                                               | Non-Citizen                               | 43 | —  | 28        |
| 1979 | Don’t Change My Luck                                         | Wiser Than You                            | —  | —  | 72        |
| 1980 | Mama’s Boy                                                   | Mind Demons                               | 34 | —  | —         |
| 1980 | I’ve Never Been In Love                                      | Starlight Lady                            | 56 | 44 | —         |
| 1980 | Rock Hard                                                    | State Of Mind                             | 68 | —  | 9         |
| 1981 | Glad All Over                                                | Ego In The Night                          | —  | —  | —         |
| 1981 | Lipstick                                                     | Woman Cry                                 | —  | 51 | 46        |
| 1982 | Heart Of Stone                                               | Remote Control                            | 60 | —  | 99        |
| 1983 | Down At The Superstore                                       | Half Day Closing (Down At The Superstore) | —  | —  | —         |
| 1983 | Main Attraction                                              | Transparent                               | —  | —  | —         |
| 1984 | I Go Wild                                                    | I’m A Rocker                              | —  | —  | —         |
| 1985 | Tonight I Could Fall In Love                                 | Good Girl (Looking For A Bad Time)        | —  | —  | —         |
| 1986 | Heroes                                                       | A Long Way to Go/The County Line          | —  | —  | —         |
| 1986 | I Got Lost In His Arms                                       | You Can’t Get A Man With A Gun            | —  | —  | —         |
| 1986 | Wild Thing                                                   | I Don’t Want You                          | —  | —  | —         |
| 1987 | Let It Be                                                    | Let It Be (Gospel Jam Mix)                | —  | —  | —         |
| 1988 | We Found Love                                                | We Found Love (Instrumental)              | —  | —  | —         |
| 1989 | Baby You’re A Star                                           | Baby You’re A Star (Instrumental)         | —  | —  | —         |
| 1991 | Kiss Me Goodbye                                              | Kiss Me Goodbye (Instrumental)            | —  | —  | —         |
| 1991 | The Great Midnight Rock’n’Roll House Party                   | Intimate Strangers                        | —  | —  | —         |
| 1992 | Love Touch (Single Version)                                  | We Found Love                             | —  | —  | —         |
| 1992 | Hey Charley                                                  | —                                         | —  | —  | —         |
| 1992 | I Need Your Love                                             | The Growing Years                         | —  | —  | —         |
| 1993 | Fear Of The Unknown (Radio Version)                          | And So To Bed                             | —  | —  | —         |
| 1994 | If I Get Lucky (Radio Version)                               | If I Get Lucky (Long Version)             | —  | —  | —         |
| 1994 | Peace On Earth (Radio Edit) Peace On Earth (Album Version)   | Frosty The Snowman                        | —  | —  | —         |
| 1995 | What Goes Round (Radio Edit) What Goes Round (Album Version) | Four Letter Words (Remix Version)         | —  | —  | —         |
| 2006 | I’ll Walk Through The Fire With You                          | —                                         | —  | —  | —         |